# Will Liu
Will Liu Geng Hong (劉畊宏T, 刘畊宏S, Líu GēnghóngP; Taiwan, 7 ottobre 1972) è un cantante, compositore e attore taiwanese, conosciuto per essere amico delle star Jay Chou e Show Luo.

## Biografia
Liu è un cristiano praticante e membro della Chiesa della Nuova Vita, una chiesa cristiana carismatica presente a Taipei, Taiwan. Altri membri del mondo dello spettacolo taiwanese, come A-mei, Jay Chou ed il gruppo F.I.R., sono suoi compagni nella fede.

## Carriera
Prima del suo debutto solista, Liu era membro di una boy band chiamata SBDW, ormai scioltasi.
Ha poi ottenuto il successo con il suo album di debutto del 2005, Caihong Tiantang (彩虹天堂; Rainbow Heaven), ed ha pubblicato il suo secondo CD, intitolato City of Angels (天使之城), il 18 maggio 2007. Esso presenta 11 brani, inclusa la hit 幸福的距离, interamente scritti e composti da lui.
Nel 2008 ha partecipato, insieme ad altri artisti provenienti da diverse regioni della Cina e del Sudest asiatico, alla canzone tema per le Olimpiadi di Pechino 2008, Beijing Huanying Ni.
Liu è apparso nel film Initial D (頭文字D, 23 giugno 2005), nel ruolo minore di un odioso pilota professionista, che però perde una gara su strada con il protagonista, interpretato da Jay Chou.

Successivamente, Will ha ottenuto un ruolo più importante in Shaolin Basket, sempre interpretando l'antagonista del personaggio principale interpretato, ancora una volta, da Jay Chou. Nello specifico, Liu recita nel ruolo del capitano di una squadra di basket che vince tutte le partite slealmente.